# Paraphidnia gallina
Paraphidnia gallina är en insektsart som beskrevs av Giglio-tos 1898. Paraphidnia gallina ingår i släktet Paraphidnia och familjen vårtbitare. Inga underarter finns listade i Catalogue of Life.